# Ocroeme nana
Ocroeme nana är en skalbaggsart som först beskrevs av Bates 1870.  Ocroeme nana ingår i släktet Ocroeme och familjen långhorningar. Inga underarter finns listade i Catalogue of Life.